# Parque nacional de Phu Chong Na Yoi
El Parque nacional de Phu Chong Na Yoi (en tailandés, อุทยานแห่งชาติภูจองนายอย) es un área protegida del nordeste de Tailandia, en la provincia de Ubon Ratchathani, en el extremo oriental de los montes Dangrek. Está en los distritos de Buntharik, Na Chaluai y Nam Yuen. Establecido en 1987, como el 53.º parque nacional del país, es un área protegida con categoría II por la UICN y se extiende por una superficie de 686 kilómetros cuadrados.
Situado en una zona montañosa, el parque hace frontera con Laos y Camboya. Entre los rasgos naturales presentes, se encuentran los acantilados en Pha Phueng, y la cascada de Bak Teo Yai, con una altura de 40 metros. Como la mayor parte del parque es terreno montañoso accidentado, se encuentra dominado por diversos tipos de bosques de vegetación exuberante, y es una cuenca que llena muchas corrientes significativas de la provincia, como Lam Dom Yai, Lam Dom Noi y Huai Luang.